# گاس پویت
 گاس پویت  (اسپانیایی: Gus Poyet‎ زاده ۱۵ نوامبر ۱۹۶۷ - مونته‌ویدئو) بازیکن سابق و مربی فوتبال اهل اروگوئه است. وی سابقه عضویت در باشگاه‌های رئال ساراگوسا و چلسی را دارد.
همچنین پویت ۲۶ بازی و ۳ گل ملی در کارنامه دارد.